# Karel Ančerl
Karel Ančerl   (Tučapy, 11 d'abril de 1908 - Toronto, 3 de juliol de 1973) va ser un director d'orquestra i artista nacional txec. Es valoren les seves interpretacions d'obres d'Antonín Dvořák, Leoš Janáček, Igor Stravinski, Arnold Schönberg, Béla Bartók, Serguei Prokófiev, Bohuslav Martinů i Miloslav Kabeláč.

## Biografia
Va néixer a Tučape, en una família jueva productora d'alcohol. Va estudiar composició amb Jaroslav Křička, direcció amb Pavel Dědeček i també tocant instruments de percussió. L'estudi de la música de microintervals amb Alois Hába, així com la participació habitual en els assajos de la Filharmònica Txeca, on va poder observar l'obra de Václav Talich, van ser importants per a la seva carrera artística.
Va dirigir per primera vegada l'any 1930, quan va interpretar la seva pròpia simfonia com a actuació de graduació. Aviat va cridar l'atenció a l'estranger quan va preparar l'òpera Matka de Háb d'Hermann Scherchen a Munic, que va representar ell mateix a Praga setze anys més tard. També va treballar com a director i violinista a l'Osvobozené divadlo.
El 1931, es va casar amb Valeria Vigová, una cosina materna. Als festivals de la International Society for Contemporary Music a Viena (1932) i Amsterdam (1933) va rebre crítiques positives. A la ràdio, on més tard es va incorporar, de moment no va tenir tant èxit, al principi només li van encarregar la direcció i substituts en cas d'urgència. Un dels substituts, quan va assumir la direcció de la difícil 3a simfonia de Sergei Prokofiev, va cridar l'atenció i el reconeixement i li va valer una invitació a la Filharmònica Txeca i a un altre festival internacional de música moderna a Barcelona.
Després de l'ocupació alemanya, va ser acomiadat de la ràdio i ell i la seva família es van traslladar de nou al seu Tučapy natal, un any després van ser expulsats de la seva casa natal a la propera Dírná. Al principi va anar amb la seva bicicleta al castell de Rohanů a Choustník per ensenyar el violí, després va treballar com a treballador forestal. Posteriorment va ser empresonat per la Gestapo a Tábor i després va treballar com a treballador de l'empresa Teerag a Soběslav. El 12 de novembre de 1942 va ser deportat amb la seva dona i els seus pares al camp de concentració de Terezín, on va participar en activitats musicals i va fundar una orquestra de corda improvisada. La seva dona va donar a llum un fill, Jan, aquí el 1943. Un any més tard, tota la família, inclosos els pares, van ser inclosos en els transports a Auschwitz, on van ser gasejats tots menys Karl. El gener de 1945, abans que l'Exèrcit Roig arribés a Auschwitz, va haver d'anar a fer una marxa de la mort al camp de treball de Friedland a la Baixa Silèsia (després de la guerra de Mieroszów), que era un camp subsidiari del Gross- Camp de concentració de Rosen.
El 14 de febrer de 1945, el camp va ser alliberat per l'Exèrcit Roig. Juntament amb un amic del campament, van marxar a peu cap a Terezín, on van buscar els seus familiars. Karel només va trobar el seu oncle matern i el seu fill. A Terezín també va conèixer a Hana b. Glücklichová († 1983), a qui més tard va prendre com a dona i que també va perdre el seu marit i els seus pares als camps de concentració.

### A la pàtria i al món després de 1945
Després de la fi de la guerra, primer va ser el director de l'òpera de nova construcció el "Òpera 5 de maig", després de nou un empleat de la Ràdio Txecoslovaca, aquesta vegada com a director en cap de l'Orquestra Simfònica.
L'any 1948 va signar la crida de la intel·lectualitat procomunista Endavant, ni un pas enrere!, que es va emetre el 25 de febrer de 1948 en suport al cop d'estat comunista i a la qual es va adherir tota l'Orquestra Simfònica. El període màxim de la seva activitat artística va començar l'any 1950, quan va ser nomenat director artístic de la Filharmònica Txeca, que va dirigir durant divuit anys. Va ampliar el seu repertori principalment amb obres de clàssics del segle XX: Arnold Schönberg, Béla Bartók, Igor Stravinski, Sergei Prokofiev, Benjamin Britten i altres. També es va dedicar a l'obra de Bohuslav Martinů i dels compositors txecs contemporanis. Va presentar la Filharmònica Txeca al món en una gira per Austràlia, Nova Zelanda, Xina, Índia i Japó (1959), més tard també als Estats Units d'Amèrica i Canadà. També va oferir concerts amb la Filharmònica a diversos països europeus i va ser ell mateix convidat com a director de les principals orquestres del món. Durant aquestes invitacions, també va incloure composicions d'autors txecs a les seves actuacions
La millora de les tècniques d'enregistrament musical i l'expansió relacionada de les activitats de gravació de l'orquestra van suposar per a ell un camí cap a més treball i popularitat. Els seus enregistraments van ser guardonats amb premis internacionals de gramòfon.

### Emigració
El 1968 va decidir emigrar. L'any següent, encara va dirigir dos concerts al Festival de Primavera de Praga (per tant, el seu nombre total de concerts amb la Filharmònica Txeca a 766), però després d'això no va tornar mai més a la seva terra natal. Es va convertir en el director en cap de l'orquestra simfònica de Toronto, Canadà, i com a director va visitar altres orquestres nord-americanes, alhora que promocionava la música clàssica i moderna txeca al món. En els anys següents, les penúries de la guerra van afectar la seva salut. Va morir el 3 de juliol de 1973 a Toronto. Anys més tard, les seves restes van ser transportades a la seva terra natal i enterrades al cementiri de Vyšehrad a Praga. L'any en què el món de la música va commemorar el 90è aniversari del naixement d'Ančerl i el 25è aniversari de la seva mort, el 6 de setembre de 1998 es va descobrir una placa commemorativa a l'edifici d'oficines municipals de Tučape. El 23 de juny de 2018, es va descobrir un bust seu davant del seu lloc de naixement. La cerimònia va comptar amb la presència de personalitats distingides, entre elles l'ambaixador canadenc.
Després de la guerra, durant la qual va perdre la seva família, es va casar per segona vegada amb Hana Glücklich, amb qui va tenir dos fills. El primer va ser Jiří (* 1946), la primera dona de la qual va ser la conservadora Jindřiška Havelů. El segon fill, Ivan (* 1948) es va casar amb Jette Henriksen en l'emigració canadenca. Jiří es va divorciar encara al Canadà i més tard, després de tornar a la República Txeca, va tenir dues filles amb la seva nova parella, va morir l'any 2000. El segon fill Ivan, que va morir uns anys abans al Canadà, va deixar un fill Nicholas. (*) 1978. La cosina de Karel Ančerl, Markéta Ančerlová, va viure a Vyšehrad fins a la seva mort i també va tenir talent musical, però després dels esdeveniments dels anys 50 i el suïcidi de la seva filla Markéta (17 anys), es va aïllar. Després es va guanyar la vida com a professora privada de piano fins a la seva mort.
Supraphon va publicar una col·lecció dels seus enregistraments en 42 discos compactes sota el nom de Karel Ančerl Gold Edition.

## Els enregistraments més importants
- Ančerl Gold 1 Smetana, B. Má vlast / ČF
- Ančerl Gold 2 Dvořák, A. Simfonia núm. 9 Del Nou Món, A la natura, Othello / ČF
- Ančerl Gold 4 Mussorgsky, A.P./Rimskij-Korsakov, N.A Imatges de l'exposició-Nit a la muntanya calba-Capriccio espanyol
- Ančerl Gold 5 Stravinsky, I. Petrushka, La consagració de la primavera / ČF
- Ančerl Gold 6 Mahler, G./Strauss, R. Simfonia núm. 1 - La picardia d'Enšpígel / ČF
- Ančerl Gold 7 Janáček, L. Glagolská mše, Taras Bulba / Domanínská, Soukupová, Blachut, Haken, PFS / Veselka / ČF
- Ančerl Gold 11 Kabeláč, M./Hanuš, J. Mystery of time - Hamlet improvisation - Concertante symphony / ČF
- Ančerl Gold 12 Martinů, B. Concert per a piano i orquestra núm. 3, Kytice / Páleníček, Domanínská, Vermell, ...PFS/ J. Kühn, KDS / ČF
- Ančerl Gold 13 Dvořák, A. Requiem / ČF
- Ančerl Gold 14 Stravinsky, I. Oedipus Rex, Psalm Symphony / PFS / Veselka / ČF
- Ančerl Gold 19 Dvořák, A. Simfonia núm. 6 Re major, La meva casa, husita, Carnaval / ČF
- Ančerl Gold 22 Bartók, B. Concerts per a violí i orquestra / A. Gertler, E. Bernáthová / ČF
- Ančerl Gold 23 Xostakovitx, D. Simfonia núm. 7 Leningradská / ČF
- Ančerl Gold 24 Janáček, L./Martinů, B. Sinfonietta - Frescos de Piero della Francesca, Parabolas / ČF
- Ančerl Gold 26 Bartók, B. Concert per a orquestra, Concert per a viola i orquestra. / J. Karlovský / ČF
- Ančerl Gold 32 Stravinsky, I. Wedding (Les Noces), Cantata, Missa / PFS, Veselka, ČF
- Ančerl Gold 34 Martinů, B. Simfonia núm. 5 i 6 (Fantasia simfònica), Memorial Lidicím / ČF
- Dvořák, A. El millor de Dvořák (obra orquestral)